# Amesdorf
Amesdorf er en kommune i Salzlandkreis i den tyske delstat Sachsen-Anhalt.

## Geografi
Kommunen ligger i det nordligste af Harzens forland, ved højre bred af flodenWipper. Amesdorf grænser op til byen Güsten . Til Amesdorf hører landsbyen Warmsdorf. Kommunen er en del af Verwaltungsgemeinschaft Staßfurt.

## Historie
Amesdorf blev første gang nævnt i 1339 under navnet Amelungsdorf.
Landsbyen Warmsdorf er dog væsentligt ældre, og blev nævnt som Warmeresthorpe allerede i 1018 . En vandborg ved Wipper eksisterede i 1268. Den anhaltiske reformator Fyrst Georg den Gudelige byggede slottet, da han i 1546 var medregent.
Under pestepidemien i Dessau i 1552 flyttede fyrst Joachim det anhaltiske fyrstehof til Schloss Warmsdorf.